# آق‌زیارت
آق‌زیارت، روستایی است از توابع بخش مرکزی شهرستان سلماس استان آذربایجان غربی ایران.

## جمعیت
این روستا در دهستان کنارپروژ قرار داشته و بر اساس سرشماری سال ۱۳۸۵ جمعیت آن ۵۳۴نفر (۱۱۵ خانوار) 
بوده است.